# Takonit

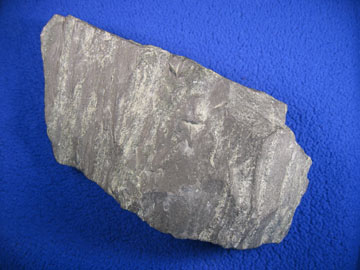
Takonit

Takonit (englisch Taconite) ist ein eisenhaltiges, feuersteinartiges Gestein, das nach den Taconic Mountains in den Vereinigten Staaten benannt wurde. Es ist ein präkambrisches Sedimentgestein, das wegen des typischen Wechsels zwischen eisenhaltigen Schichten und Schichten aus Tonschiefer oder Chert zu den Bändererzen gehört. Der sehr fein verteilte Eisengehalt in Form von Magnetit liegt zwischen 25 und 30 %. Die größten Lagerstätten der Welt befinden sich in der Mesabi Range in Minnesota. Ende des 19. und Anfang des 20. Jahrhunderts war das vorhandene Eisenerz von so hoher Qualität, dass Takonit als unrentables Abfallprodukt angesehen wurde. Nach dem Zweiten Weltkrieg war jedoch ein Großteil des hochwertigen Erzes in den Vereinigten Staaten bereits abgebaut worden, so dass Takonit als neue Quelle für Eisen wirtschaftlich wurde. Zur Verarbeitung von Takonit wird das Erz zu feinem Pulver gemahlen, das Eisen wird anschließend mit Hilfe von starken Magneten vom übrigen Gestein getrennt. Das pulverige Eisenkonzentrat wird dann zusammen mit Bentonit und Kalk als Flussmittel zu Pellets von etwa einem Zentimeter Durchmesser gerollt, die zu ungefähr 65 % aus Eisen bestehen. Die Pellets werden anschließend zur Weiterverarbeitung auf hohe Temperaturen erhitzt, um den Magnetit (Fe3O4) zu Hämatit (Fe2O3) zu oxidieren. 
Das konzentrierte Takonit wird von den Produktionsstätten mit der Eisenbahn nach Silver Bay, Two Harbors und zu den Zwillingshäfen von Duluth und Superior am Oberen See transportiert und anschließend mit Massengutfrachtern zu anderen Standorten entlang der Großen Seen verschifft. Viele stahlerzeugende Betriebe befinden sich in der Nähe des Eriesees. Zwischen 1900 und 1992 wurde das Erz von großen Entlademaschinen, den sogenannten Hulett-Maschinen entladen, die das Bild der Region prägten. Danach kamen selbstentladende Schiffe auf und machten diese Maschinen überflüssig.

## Gesundheitsschädlichkeit
Das Gesundheitsministerium des Bundesstaates Minnesota hat eine Studie in Auftrag gegeben, die ermitteln soll, ob die Fasern oder der Staub des Takonits mit Lungenleiden wie Pleuramesotheliomen oder Asbestose in Zusammenhang stehen. Eine Studie aus dem Jahr 2003, die an Takonitbergleuten vorgenommen wurde, kam zu dem Ergebnis, dass die wahrscheinliche Ursache in 14 von 17 Fällen von Pleuramesotheliome der Kontakt mit Asbest war, welcher bei der Takonitverarbeitung auftritt.
In der als Iron Range bezeichneten Region von Minnesota treten Pleuramesotheliome zweimal so häufig auf wie im Durchschnitt. 